# Richard De Guide
Richard Jules Joseph De Guide (Basècles, 1 maart  1909 – 12 januari 1962 was een Belgisch componist.
Hij was zoon van landbouwingenieur Theodore Justin Ghislaine De Guide en Marie Sidonie Adele Wallez.
Hij kreeg zijn eerste muziekopleiding aan de muziekschool in Aat, waar de familie toen woonde. Een verdere studie in de muziek werd hem door zijn vader afgeraden, hij zou beter chemisch ingenieur worden, hij studeerde daartoe aan de Université libre de Bruxelles. De Guide zette later de muziek door. Hij kreeg vervolgens muzieklessen van Jean Absil, Karel Candael en Paul Gilson. Hij was enige tijd werkzaam bij de Nationaal Instituut voor de Radio-omroep (NIR). In de Tweede Wereldoorlog werd hij door Nazi-Duitsland gevangen gezet als gevolg van sabotage. Na de oorlog werd hij directeur van de muziekschool van Sint-Lambrechts-Woluwe en werkte op conservatoria in Luik en Bergen.
Kruseman meldt als werken onder andere:
- symfonieën (nr. 2 voor orgel en orkest)
- Concert voor piano en orkest (De stoute)
- Hulde aan Hindemith (1958)
- Mouvements symphoniques
- Nocturne
- Concert à onze
- strijkkwartet
- Duo voor trompetten, Duo voor violen
- Deuz preludes (voor orgel)
- Illustrations pour un jeu de l’oie
- Humoresque
- Liederen
- Vincti non devicti en Les Danaïdes (twee balletten)
- Suite les caracteres du trombone (opgenomen voor Bis Records).

- Bibliothèque nationale de France: cb12405659n (data)
- Gemeinsame Normdatei: 131214187
- International Standard Name Identifier: 0000 0001 1063 964X
- Library of Congress Control Number: n88144770
- MusicBrainz: d47d2767-0af6-40b8-90ad-8720e5854074
- Nationale Bibliotheek van Tsjechië: jo20241243679
- Nationale Bibliotheek van Israël: 987007278145905171
- Nederlandse Thesaurus van Auteursnamen: 09617031X
- Système universitaire de documentation: 160633729
- Trove: 1529382
- Virtual International Authority File: 56695876
- WorldCat: E39PBJrGtXGrB8mRvBMHdTpVmd